# Copa Mundial de Béisbol
La Copa Mundial de Béisbol fue una competición internacional de Béisbol amateur a nivel de selecciones organizada por la Federación Internacional de Béisbol. La Copa Mundial de Béisbol fue descontinuada en favor de una ampliación profesional para el Clásico Mundial de Béisbol.

## Historia
Hubo 38 Copas del Mundo de Béisbol hasta la fecha. Se le llamó originalmente la Serie Mundial Amateur. El primer torneo se celebró en 1938 y contó solamente con dos equipos. Hasta 1988, la Serie Mundial Amateur se llevó a cabo en intervalos de uno a cuatro años, a excepción del período de ocho años desde 1953 hasta el 61. Entre 1988 y 2001, la Copa Mundial de Béisbol se llevó ahora a cabo en intervalos de dos a cuatro años. Desde 2001, el torneo se celebró cada dos años. En 2005 participaron 18 equipos. En 2007 lo hicieron 16 novenas. La última edición se celebró en el año 2011 en Panamá, donde intervinieron 22 selecciones. No se tiene previsto que la Copa Mundial de Béisbol se vuelva a realizar nunca más después de su descontinuación en el año 2011.   
Hasta 1994 la competencia estaba limitada a jugadores aficionados y no se invitaban a jugadores que estuvieran activos en grandes ligas. Desde 1998, profesionales de ligas menores si competían, pero la Major League Baseball aún no permitía que participaran sus jugadores.
El Clásico Mundial de Béisbol 2006 fue el primer torneo internacional de béisbol que incluyó jugadores de las Grandes Ligas.

## Resultados
| Año            | Sede          |                      | Finalistas           | Finalistas           | Finalistas           | Finalistas |  | Participantes |
| Año            | Sede          | Oro                  | Plata                | Bronce               | Cuarto               |            |  | Participantes |
| I - 1938       | Reino Unido   | Reino Unido          | Estados Unidos       | -                    | -                    | 2          |  |               |
| II - 1939      | La Habana     | Cuba                 | Nicaragua            | Estados Unidos       | -                    | 3          |  |               |
| III - 1940     | La Habana     | Cuba                 | Nicaragua            | Estados Unidos       | Venezuela            | 7          |  |               |
| IV - 1941      | La Habana     | Venezuela            | Cuba                 | México               | Panamá               | 9          |  |               |
| V - 1942       | La Habana     | Cuba                 | República Dominicana | Venezuela            | México               | 5          |  |               |
| VI - 1943      | La Habana     | Cuba                 | México               | República Dominicana | Panamá               | 4          |  |               |
| VII - 1944     | Caracas       | Venezuela            | México               | Cuba                 | Panamá               | 8          |  |               |
| VIII - 1945    | Caracas       | Venezuela            | Colombia             | Panamá               | Nicaragua            | 6          |  |               |
| IX - 1947      | Barranquilla  | Colombia             | Puerto Rico          | Nicaragua            | México               | 9          |  |               |
| X - 1948       | Managua       | República Dominicana | Puerto Rico          | Colombia             | México               | 8          |  |               |
| XI - 1950      | Managua       | Cuba                 | República Dominicana | Venezuela            | Panamá               | 12         |  |               |
| XII - 1951     | México        | Puerto Rico          | Venezuela            | Cuba                 | República Dominicana | 11         |  |               |
| XIII - 1952    | La Habana     | Cuba                 | República Dominicana | Puerto Rico          | Panamá               | 13         |  |               |
| XIV - 1953     | Caracas       | Cuba                 | Venezuela            | Nicaragua            | República Dominicana | 11         |  |               |
| XV - 1961      | San José      | Cuba                 | México               | Venezuela            | Panamá               | 10         |  |               |
| XVI - 1965     | Cartagena     | Colombia             | México               | Puerto Rico          | Panamá               | 8          |  |               |
| XVII - 1969    | Santo Domingo | Cuba                 | Estados Unidos       | República Dominicana | Venezuela            | 11         |  |               |
| XVIII - 1970   | Cartagena     | Cuba                 | Estados Unidos       | Puerto Rico          | Colombia             | 11         |  |               |
| XIX - 1971     | La Habana     | Cuba                 | Colombia             | Nicaragua            | Puerto Rico          | 10         |  |               |
| XX - 1972      | Managua       | Cuba                 | Estados Unidos       | Nicaragua            | Japón                | 16         |  |               |
| XXI - 1973     | La Habana     | Cuba                 | Puerto Rico          | Venezuela            | República Dominicana | 8          |  |               |
| XXII - 1973    | Managua       | Estados Unidos       | Nicaragua            | Puerto Rico          | Colombia             | 11         |  |               |
| XXIII - 1974   | Nueva York    | Estados Unidos       | Nicaragua            | Colombia             | República Dominicana | 9          |  |               |
| XXIV - 1976    | Cartagena     | Cuba                 | Puerto Rico          | Japón                | Nicaragua            | 11         |  |               |
| XXV - 1978     | Roma          | Cuba                 | Estados Unidos       | Corea del Sur        | Japón                | 11         |  |               |
| XXVI - 1980    | Tokio         | Cuba                 | Corea del Sur        | Japón                | Estados Unidos       | 12         |  |               |
| XXVII - 1982   | Seúl          | Corea del Sur        | Japón                | Estados Unidos       | Taipéi               | 10         |  |               |
| XXVIII - 1984  | La Habana     | Cuba                 | Taipéi               | Estados Unidos       | Japón                | 13         |  |               |
| XXIX - 1986    | Ámsterdam     | Cuba                 | Corea del Sur        | Taipéi               | Estados Unidos       | 12         |  |               |
| XXX - 1988     | Roma          | Cuba                 | Estados Unidos       | Taipéi               | Japón                | 12         |  |               |
| XXXI - 1990    | Edmonton      | Cuba                 | Nicaragua            | Corea del Sur        | Puerto Rico          | 12         |  |               |
| XXXII - 1994   | Managua       | Cuba                 | Corea del Sur        | Japón                | Nicaragua            | 16         |  |               |
| XXXIII - 1998  | Roma          | Cuba                 | Corea del Sur        | Nicaragua            | Italia               | 16         |  |               |
| XXXIV - 2001   | Taipéi        | Cuba                 | Estados Unidos       | Taipéi               | Japón                | 16         |  |               |
| XXXV - 2003    | La Habana     | Cuba                 | Panamá               | Japón                | Taipéi               | 15         |  |               |
| XXXVI - 2005   | Róterdam      | Cuba                 | Corea del Sur        | Panamá               | Países Bajos         | 18         |  |               |
| XXXVII - 2007  | Taipéi        | Estados Unidos       | Cuba                 | Japón                | Países Bajos         | 16         |  |               |
| XXXVIII - 2009 | Nettuno       | Estados Unidos       | Cuba                 | Canadá               | Puerto Rico          | 22         |  |               |
| XXXIX - 2011   | Panamá        | Países Bajos         | Cuba                 | Canadá               | Estados Unidos       | 16         |  |               |

## Medallero
| Núm. | País                 | Oro | Plata | Bronce | Total |
| ---- | -------------------- | --- | ----- | ------ | ----- |
| 1    | Cuba                 | 25  | 4     | 2      | 31    |
| 2    | República Dominicana | 5   | 3     | 2      | 10    |
| 3    | EE. UU.              | 4   | 7     | 4      | 15    |
| 4    | Venezuela            | 3   | 2     | 4      | 9     |
| 5    | Colombia             | 2   | 2     | 2      | 6     |
| 6    | Corea del Sur        | 1   | 5     | 2      | 8     |
| 7    | Puerto Rico          | 1   | 4     | 4      | 9     |
| 8    | Reino Unido          | 1   | 0     | 0      | 1     |
| 9    | Países Bajos         | 1   | 0     | 0      | 1     |
| 10   | Nicaragua            | 0   | 5     | 5      | 10    |
| 11   | México               | 0   | 4     | 1      | 5     |
| 12   | Japón                | 0   | 1     | 5      | 6     |
| 13   | China Taipéi         | 0   | 1     | 3      | 4     |
| 14   | Panamá               | 0   | 1     | 2      | 3     |
| 15   | Canadá               | 0   | 0     | 2      | 2     |

- 1938: No hubo medalla de bronce porque solo participaron 2 equipos.

## Clasificación histórica
La siguiente muestra todos los equipos que han participado en el torneo y el total de victorias y derrotas en todas las ediciones.
| #   | País                  | Ediciones | Victorias | Derrotas | Última edición |
| --- | --------------------- | --------- | --------- | -------- | -------------- |
| 1.  | Cuba                  | 31        | 309       | 35       | 2011           |
| 2.  | Estados Unidos        | 25        | 178       | 79       | 2011           |
| 3.  | Nicaragua             | 31        | 164       | 133      | 2011           |
| 4.  | Puerto Rico           | 27        | 155 ½     | 124 ½    | 2011           |
| 5.  | Venezuela             | 21        | 141       | 86       | 2011           |
| 6.  | Panamá                | 26        | 138 ½     | 118 ½    | 2011           |
| 7.  | República Dominicana  | 23        | 127       | 101      | 2011           |
| 8.  | Japón                 | 17        | 123       | 56       | 2011           |
| 9.  | Corea del Sur         | 16        | 98        | 67       | 2011           |
| 10. | China Taipéi          | 17        | 93        | 78       | 2011           |
| 11. | México                | 24        | 93        | 143      | 2009           |
| 12. | Colombia              | 19        | 91        | 84       | 2005           |
| 13. | Canadá                | 18        | 79        | 91       | 2011           |
| 14. | Países Bajos          | 18        | 69        | 113      | 2011           |
| 15. | Italia                | 18        | 56        | 108      | 2011           |
| 16. | Australia             | 10        | 47        | 52       | 2011           |
| 17. | Antillas Neerlandesas | 12        | 23        | 91       | 2009           |
| 18. | Costa Rica            | 8         | 21        | 57       | 1973           |
| 19. | Guatemala             | 12        | 29        | 86       | 1972           |
| 20. | El Salvador           | 11        | 14        | 83       | 1972           |
| 21. | Brasil                | 3         | 11        | 22       | 2005           |
| 22. | España                | 5         | 9         | 34       | 2009           |
| 23. | Honduras              | 5         | 9         | 37       | 1973           |
| 24. | China                 | 4         | 6         | 19       | 2009           |
| 25. | Hawái                 | 1         | 5         | 7        | 1940           |
| 26. | Reino Unido           | 2         | 5         | 10       | 2009           |
| 27. | Suecia                | 3         | 2         | 16       | 2009           |
| 28. | Rusia                 | 3         | 2         | 18       | 2003           |
| 29. | Sudáfrica             | 6         | 2         | 38       | 2009           |
| 30. | Alemania              | 5         | 2         | 40       | 2011           |
| 31. | República Checa       | 2         | 0         | 11       | 2009           |
| 32. | Bélgica               | 2         | 1         | 20       | 1986           |
| 33. | Croacia               | 1         | 0         | 3        | 2009           |
| 34. | Filipinas             | 1         | 0         | 7        | 2001           |
| 35. | Tailandia             | 1         | 0         | 7        | 2007           |
| 36. | Grecia                | 1         | 0         | 7        | 2011           |
| 37. | Francia               | 3         | 0         | 21       | 2003           |